# 水教堂
47°22′10.6″N 8°32′36.0″E / 47.369611°N 8.543333°E

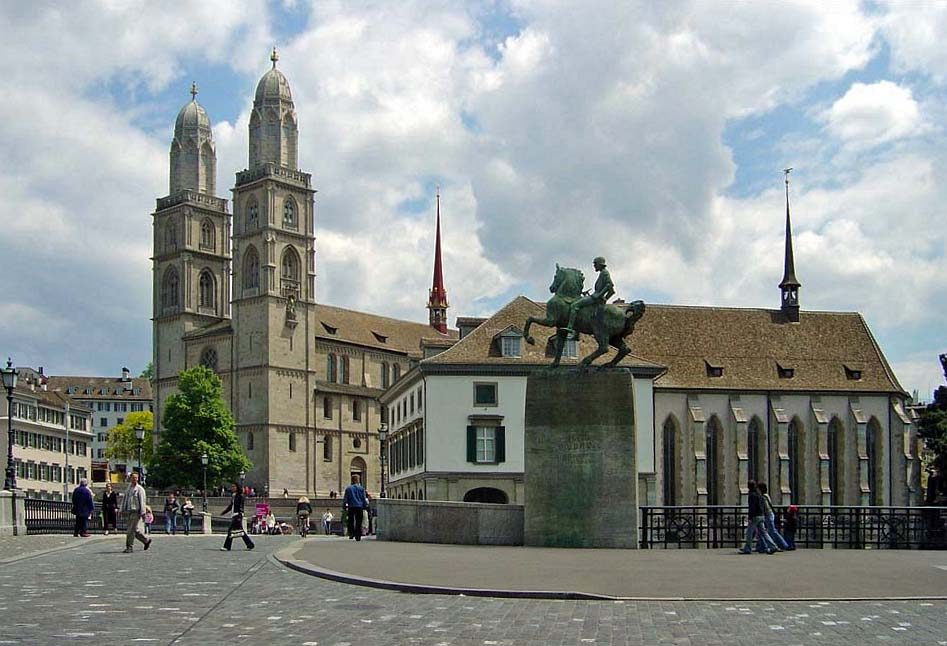
苏黎世大教堂和水教堂

水教堂（Wasserkirche）是苏黎世利马特河中的小岛上的一座教堂，位于苏黎世的2座中世纪大教堂，苏黎世大教堂和苏黎世圣母大教堂之间。
该地点在古代曾是异教集会之所，中心的那块石头现在教堂的地窖内，根据中世纪传说，这是圣徒Felix 和 Regula被处死的地方。第一座教堂建于10世纪，在各个阶段进行了重建，在1486年完成的重建达到了顶峰。在宗教改革过程中，水教堂被确定为偶像崇拜的地方，被世俗化，1634年成为苏黎世第一所公共图书馆，成为学习的中心，在19世纪极大地促成了苏黎世大学的创建。1839年，该岛与利马特河右岸连接，修筑了Limmatquai。1917年图书馆并入中央图书馆（Zentralbibliothek），建筑用作谷仓一段时间后，1940年开始重建和考古发